# جیمز دبلیو. گریمز
جیمز دبلیو. گریمز (به انگلیسی: James Wilson Grimes) سناتور سابق عضو حزب جمهوری‌خواه ایالات متحده آمریکا بود. وی در سال ۱۸۵۹ تا ۱۸۶۹ میلادی سناتور ایالت آیووا در سنای ایالات متحده آمریکا بود.